# Parafia Matki Bożej Fatimskiej w Łodzi
Parafia pw. Matki Boskiej Fatimskiej w Łodzi – parafia rzymskokatolicka znajdująca się w archidiecezji łódzkiej w dekanacie Łódź-Śródmieście. Erygowana przez arcybiskupa Władysława Ziółka w 1989.
Kościół parafialny mieści się przy ulicy Kilińskiego, wybudowany w latach 1994–2000.

## Historia
Rozpoczęcie budowy kościoła: 2 maja 1994. Autor projektu arch. Lech Paperz, konstrukcja inż. Janusz Frey. Styl nowoczesny, kościół jednonawowy, na kształcie krzyża. Poświęcony w stanie surowym 13 maja 2000 przez abpa Władysława Ziółka. Trwają prace wykończeniowe wewnątrz kościoła.

## Placówki oświatowe na terenie parafii
- Przedszkole Miejskie nr 90, ul. Kilińskiego 228
- Szkoła Podstawowa nr 5, ul. Łęczycka 23
- Gimnazjum nr 40, ul. Kaliska 25/27
- Zespół Szkół Ponadgimnazjalnych nr 22, ul. Przybyszewskiego 73/75
- Szkoła Mistrzostwa Sportowego, ul. Milionowa 12
- Specjalny Ośrodek Szkolno-Wychowawczy nr 1, ul. Siedlecka 7/23

## Formy duszpasterstwa
- Ruch Światło-Życie-spotkania młodzieżowe
- ministranci
- asysta
- schola młodzieżowa
- spotkania studentów
- grupy modlitewne dla starszych

## Proboszczowie
Źródło:
- 1989–2007 ks. Andrzej Galiński
- 2007–2013 ks. Paweł Lisowski
- 2013–2015 ks. Mariusz Szcześniak
- 2015–2019 ks. Maciej Łazarek
- 2019–2025 ks. Jan Czekalski[3]